# Estadio de Gangneung
El Estadio de Gangneung (coreano: 江陵綜合競技場 ) fue un estadio de usos múltiples ubicado en la ciudad de Gangneung, provincia de Gangwon, Corea del Sur. Fue inaugurado en 1985 y posee una capacidad para 22.300 espectadores. Está ubicado dentro del Parque Olímpico de Gangneung, uno de los sitios principales de los Juegos Olímpicos de Invierno de 2018.
Es utilizado por el Gangwon Football Club que milita en la K League 1 y el Gangneung City FC de la K League 2.